# しもひろ (小惑星)
しもひろ (5830 Simohiro) は、小惑星帯の小惑星。群馬県の新島恒男と浦田武が発見した。
太田宇宙の会の会員でアマチュア天文家の霜田博史に因んで名付けられた。